# 中西部 (新南威尔士州)

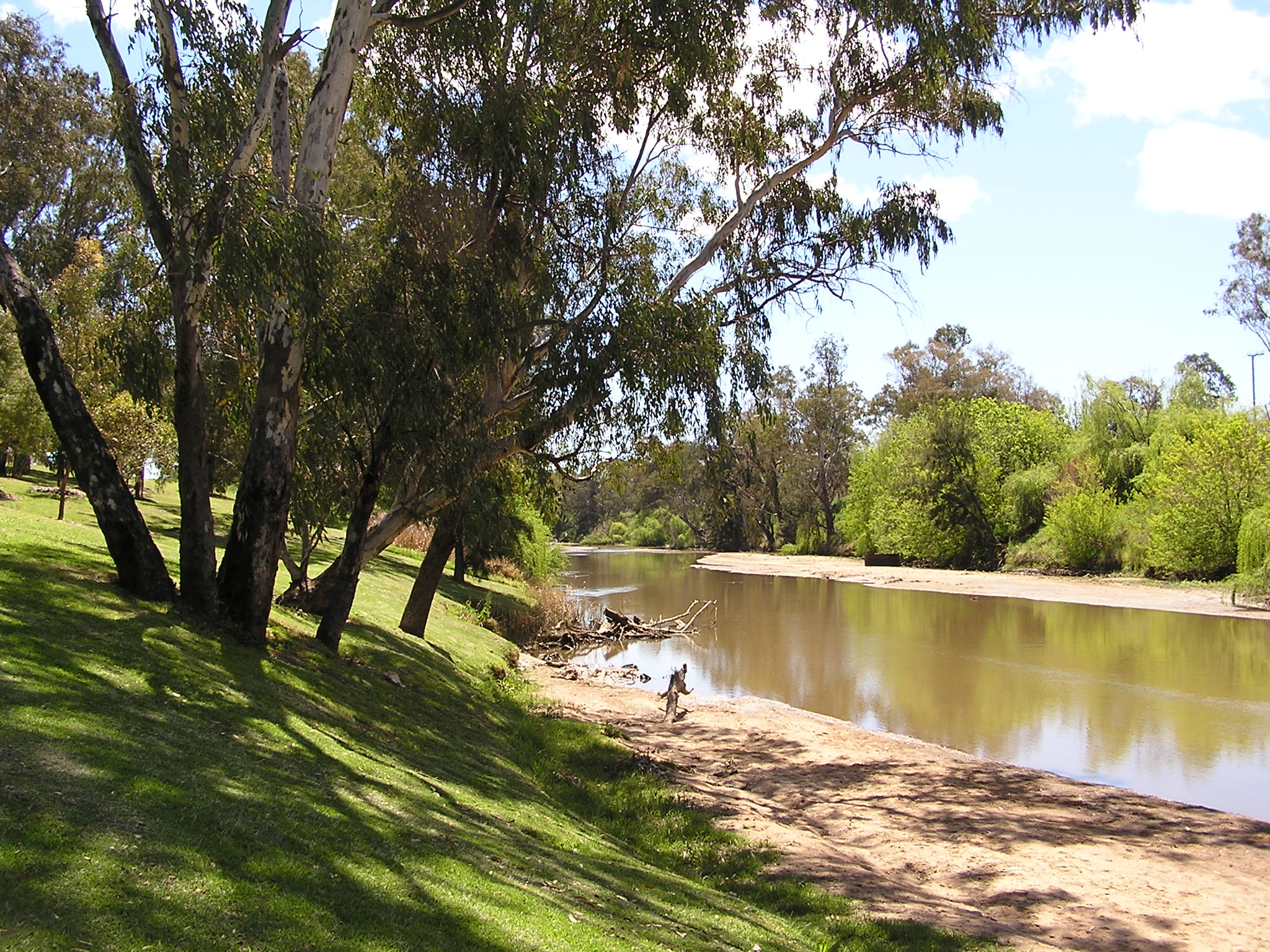
诺拉的拉克兰河。

中西部（Central West）地区是指澳洲新南威尔士州的蓝山以西的一个区域，总面积为63,262平方公里。地区内的主要城市为巴瑟斯特和奧蘭治；区域内仅有的高等教育机构——查爾斯史都華大學即在上述城市设有校区。
该地区东部地势较高，降水较多且较为多山，主要农业为果园、蔬菜种植及畜牧业。相比之下西部地势较平坦，降水亦较少，主要种植粮食作物，但也有畜牧业。